# Felix Becker (Kunsthistoriker)
Karl Günther Ernst Felix Becker (* 27. September 1864 in Sondershausen; † 23. Oktober 1928 in Leipzig) war ein deutscher Kunsthistoriker.

## Leben und Wirken
Felix Becker wurde als vierter Sohn des Glasermeisters und Kaufmanns Johann Albert Adolph Becker (1811–1891) und der Johanna Wilhelmine Christiane geb. Kumst (1824–1888) geboren. Er besuchte das Gymnasium in Sondershausen und studierte anschließend ab 1886 an der Universität Leipzig Klassische Philologie, Philosophie, Klassische Archäologe, Geschichte und Kunstgeschichte. Nach Abschluss des Studiums war er mehrere Jahre als Lehrer tätig. 1893 nahm er das Studium der Kunstgeschichte in Bonn und Leipzig, wo er 1895 bis 1897 stellvertretend Assistent bei August Schmarsow war und 1897 mit einer Arbeit zur altniederländischen Malerei zum Dr. phil. promoviert wurde.
Nach längeren Reisen lebte er in Leipzig als Privatgelehrter, wo er mit Ulrich Thieme ab 1898 die Bearbeitung des Allgemeinen Lexikons der bildenden Künstler von der Antike bis zur Gegenwart („Thieme-Becker“) begann und die ersten vier Bände herausgab, bis er 1910 aus gesundheitlichen Gründen ausschied.

## Veröffentlichungen (Auswahl)
- Schriftquellen zur Geschichte der altniederländischen Malerei nach den Hauptmeistern chronologisch geordnet. Sellmann & Henne, Leipzig 1897 (Dissertation mit Lebenslauf, Digitalisat).
- Beschreibender Katalog der Gemäldesammlung. Herzoglich-Sachsen-Altenburgisches Museum. Pierer, Altenburg 1898; 2. Auflage unter dem Titel: Beschreibender Katalog der alten Originalgemälde. Herzoglich Sachsen-Altenburgisches Museum. Bonde, Altenburg 1915 (Digitalisat).
- mit Ulrich Thieme: Künstler-Lexikon. In: Spemanns goldenes Buch der Kunst. Spemann, Berlin/Stuttgart 1901, S. 429–508 (Digitalisat).
- Gemäldegalerie Speck von Sternburg in Lützschena. Twietmeyer, Leipzig 1904.
- mit Ulrich Thieme (Hrsg.): Allgemeines Lexikon der bildenden Künstler von der Antike bis zur Gegenwart. Band 1–4, Engelmann, Leipzig 1907–10.
- Neubearbeitung von: Die Renaissance im Norden und die Kunst des 17. und 18. Jahrhunderts (= Anton Springer (Hrsg.): Handbuch der Kunstgeschichte. Band 4). 8. Auflage, Seemann, Leipzig 1909.
- Mittelalterliche Kunstwerke in der Sammlung der Deutschen Gesellschaft. (= Mittheilungen der Deutschen Gesellschaft zu Erforschung Vaterländischer Sprache und Alterthümer in Leipzig. Band 11, 3). Hiersemann, Leipzig 1920.
- (Hrsg.): Handzeichnungen alter Meister in Privatsammlungen. 50 bisher nicht veröffentlichte Originalzeichnungen des 15. bis 18. Jahrhunderts. Tauchnitz, Leipzig 1922 (englisch als: Fifty Drawings by old masters in private collections. Tauchnitz, Leipzig 1922).
- (Hrsg.): Handzeichnungen holländischer Meister aus der Sammlung Dr. C. Hofstede de Groot im Haag. 50 ausgewählte Zeichnungen Rembrandts, seines Kreises und seiner Zeit in Farbenlichtdruck. Tauchnitz, Leipzig 1922; englisch als Drawings by Dutch Masters. Fifty selected drawings by Rembrandt, his circle, and contemporary artists. Tauchnitz, Leipzig 1923; 2. Band als Handzeichnungen holländischer Meister aus der Sammlung Dr. C. Hofstede de Groot im Haag. Neue Folge. 40 ausgewählte Zeichnungen Rembrandts, seines Kreises und seiner Zeit. Tauchnitz, Leipzig 1923.
- Neubearbeitung von Heinrich Bergner: Grundriß der Kunstgeschichte. 4. Auflage, Kröner, Leipzig 1923.
- Die Sammlungen der Deutschen Gesellschaft. In: Beiträge zur Deutschen Bildungsgeschichte. Festschrift zur Zweihundertjahrfeier der Deutschen Gesellschaft in Leipzig 1727–1927. Leipzig 1927, S. 28–55.